# Reichling
Reichling település Németországban, azon belül Bajorországban. Lakosainak száma 1711 fő (2023. december 31.).

## Népesség
A település népessége az elmúlt években az alábbi módon változott:
| Lakosok száma | 633  | 917  | 1114 | 1272 | 1623 | 1633 | 1666 | 1679 | 1675 | 1711 |
|               | 1875 | 1950 | 1975 | 1987 | 2012 | 2014 | 2016 | 2017 | 2021 | 2023 |